# Колумбов обмен
Колумбовата обмяна е термин, използван за означение на пренасянето на голям брой и различни видове растения и животни, технологии и културни постижения, както и етнически групи (включително принудително преселение от Африка в Америка на роби с триъгълната търговия) от Стария свят към Новия и обратното след откриването на Америка от Христофор Колумб през 1492 г.

## Произход на термина
Терминът е въведен от историк Алфред Кросби (Alfred W. Crosby}} в книгата му The Columbian Exchange:Biological and Cultural Consequences of 1492 (1972). Сред историците и журналистите, които го възприемат, са Чарлз Ман (Charles C. Mann), чиято книга 1493: Uncovering the New World Columbus Created (2011) развива идеите на Кросби.

## Колумбовият обмен в табличен вид
| Тип организъм       | От Стария в Новия свят | От Новия в Стария свят |
| Домашни животни     | - Бивол домашен - Гъска - Домашен заек - Камила - Коза - Кокошка - Кон - Копринена пеперуда - Котка - Крава - Кучета (някои породи) - Овца - Пчела - Свиня - Скален гълъб | - Алпака (вид Лама) - Кучета (някои породи) - Лама - Морско свинче - Нутрия - Ондатра - Пуйка |
| Земеделски култури  | - Аспержа - Бадем - Бамя - Банан - Диня - Грах - Захарна тръстика - Зеле - Кайсия - Кафе - Киви (растение) - Кола (растение) - Коноп - Краставица - Кромид лук - Круша - Кюнара - Лен - Лук - Манго - Маруля - Маслина - Морков - Обикновен орех - Овес - Ориз - Патладжан - Праскова - Просо - Пшеница - Пъпеш - Ревен - Репичка - Ръж - Смокиня - Соя - Сънотворен мак - Хмел - Цвекло - Цитруси - Чай - Черен пипер - Чесън - Ябълка | - Авокадо - Амарант - Ананас - Арахис - Бахар - Батат - Ванилия - Домат - Какао - Картофи - Каучук - Кашу - Киноа - Кока - Люта чушка - Маниока - Папая - Пекан - Салвия - Слънчоглед - Тиква (някои видове) - Тютюн - Фасул - Царевица |
| Инфекциозни болести | - Варицела - Грип - Жълта треска - Малария - Скарлатина - Сънна болест - Тиф - Туберкулоза (възможност) - Холера - Цистицеркоза - Чума - Шарка | - Сифилис - Фрамбезия |